# هيكتور ميدينا (ممثل)
هيكتور ميدينا هو ممثل كوبي، ولد في 1989 ببينار ديل ريو في كوبا.

## وصلات خارجية
- هيكتور ميدينا على موقع IMDb (الإنجليزية)